# Záhoří (okres Semily)
Obec Záhoří se nachází v okrese Semily, kraj Liberecký, zhruba 4,5 km severozápadně od Semil. Žije zde 517 obyvatel. Vesnice na sebe téměř navazují s výjimkou Proseče, která je vzdálena asi 2,5 km od Záhoří. Přes místní část Proseč vede silnice II/292, hlavní silniční spoj mezi městy Železný Brod a Semily.

## Části obce
- Záhoří
- Dlouhý
- Pipice
- Proseč
- Smrčí

## Historie
První písemná zmínka o obci pochází z roku 1393.

## Pamětihodnosti
- Kaple sv. Prokopa z r. 1885 ve středu vsi
- Pomník padlým v první světové válce (před čp. 28)
- Hřbitov na severovýchodním okraji vsi
- Kamenný kříž v polích zvaných Na Křibech při silničce ze Smrčí do osady V Dolině
- Stavby lidové architektury
- † Lípa v Záhoří – památný strom (zničen bouří 23. července 2009)

## Osobnosti
V Záhoří se narodil výtvarník Jaroslav Klápště (nar. 7. srpna 1923, zem. 23. září 1999 v Praze), spjatý částí své tvorby s rodným Pojizeřím.